# Аевил
Аевил (фр. Ahéville) насеље је и општина у североисточној Француској у региону Лорена, у департману Вогези која припада префектури Епинал.
По подацима из 2011. године у општини је живело 58 становника, а густина насељености је износила 9,93 становника/km². Општина се простире на површини од 5,84 km². Налази се на средњој надморској висини од 339 метара (максималној 401 m, а минималној 308 m).

## Демографија
| 1962. | 1968. | 1975. | 1982. | 1990. | 1999. | 2011. |
| ----- | ----- | ----- | ----- | ----- | ----- | ----- |
| 84    | 86    | 80    | 59    | 74    | 67    | 58    |

График промене броја становника у току последњих година